# Pokojov
Pokojov är en ort i Tjeckien.   Den ligger i regionen Vysočina, i den centrala delen av landet, 130 km sydost om huvudstaden Prag. Pokojov ligger 561 meter över havet och antalet invånare är 154.
Terrängen runt Pokojov är platt åt nordost, men åt sydväst är den kuperad. Runt Pokojov är det ganska glesbefolkat, med 39 invånare per kvadratkilometer. Närmaste större samhälle är Žďár nad Sázavou, 9,3 km norr om Pokojov. Omgivningarna runt Pokojov är en mosaik av jordbruksmark och naturlig växtlighet.